# Regla de Thomson-Helmholtz
La realización de un proceso químico mediante una pila voltáica llevó a suponer que la energía eléctrica producida era igual a la energía química del proceso medida corrientemente por su calor de reacción. Como en ambos casos la reacción se verifica a presión constante (a presión atmosférica), deberá cumplirse:
Energía eléctrica = Calor de reacción, o sea,

{\displaystyle nFE=Qp}

De aquí se tiene:

{\displaystyle E=Qp/nF},

siendo:
- E es la diferencia de potencial de la pila (en voltios),
- Qp es el calor de la reacción expresado necesariamente en joules (1 caloría = 4,1840 joules),
- F es el Faraday (96.496 coulombs) y
- n es el número de equivalentes formados en cada electrodo en la transformación correspondiente al calor Qp de la reacción.

Esta suposición se conoce como la regla de Thomson-Helmholtz, pues fue sugerida en 1851 por William Thomson, más tarde por lord Kelvin, y por Helmholtz.
La regla de Thomson-Helmholtz no es rigurosamente exacta y aunque en general se cumple con bastante aproximación, en algunos casos es errónea.

## Historia
Hermann Ludwig Ferdinand von Helmholtz (1821-1894). Notable médico y famoso físico alemán. Fue cirujano militar primero, profesor de Fisiología en Königsberg (1849), en Bonn (1855) y en Heidelberg (1858) y profesor de Física en Berlín en 1871. Sus valiosas investigaciones se refieren al movimiento de los fluidos y fundamentalmente a la Termodinámica. Formuló de modo preciso el Primer Principio de la Termodinámica (1847), enunciado primeramente en 1842 por el también médico y físico alemán Julius Robert Mayer (1814-1878). Helmholtz fue Presidente del Instituto Nacional de Técnica Física y en el campo médico inventó el oftalmoscopio.
- Datos: Q6104346